# Интиме (албум)
Интиме осми је студијски албум српске поп певачице Маје Беровић. Објављен је 6. августа 2020. године за издавачку кућу XL Elit Invest.

## Позадина
Од последњег албума "7" прошло је две године. Последњих годину дана вредно је радила на свом новом албуму који чини десет нових песама и исто толико спотова. Само 365 дана било је довољно да обиђе Европу и Јужну Америку како би екранизовала све спотове.
Тако је на мапи својих снимања уврстила од Доминиканске Републике па до Немачког града Келна, где је у највећем "Поп-ап" музеју слаткиша на свету 
снимила спот за песму „Бонбон“.
Међутим, за насловну песму са албума прва је на овим просторима урадила спот мобилним уређајем Huawei P40 Pro+, што се показало идеално, судећи по коментарима публике.

## Информације о албуму
Текстове и аранжмане поред већ доказаног двојца Џале Брата и Бубе Корелија, потписују и нови аутори који су били задужени за већи броја песама су група Caneras.

Музика:
- Буба Корели
- Џала Брат
- Caneras

Текстови:
- Буба Корели
- Џала Брат
- Caneras

Аранжмани:
- Буба Корели
- Џала Брат
- Caneras

## Песме
| Бр. | Назив песме    | Трајање |
| --- | -------------- | ------- |
| 1.  | Интиме         | 3:09    |
| 2.  | Honey          | 3:15    |
| 3.  | Мото           | 3:20    |
| 4.  | Верна кô пас   | 2:40    |
| 5.  | Нико као он    | 3:34    |
| 6.  | Бреме          | 3:00    |
| 7.  | Бонбон         | 3:30    |
| 8.  | Кунем се у нас | 3:20    |
| 9.  | Ла ла ла       | 3:05    |
| 10. | Нико не зна    | 3:47    |
| 11. | Улога          | 3:32    |
| 12. | Змај           | 3:34    |

- 11 и 12 се налазе на физичким издањима као бонус песме.